# 克里斯蒂鎮區 (伊利諾伊州勞倫斯縣)
克里斯蒂鎮區（英語：Christy Township）是位於美國伊利諾伊州勞倫斯縣的一個行政鎮區。

## 地方資料
根據2010年美國人口普查的數據，克里斯蒂鎮區的面積為87.60平方千米，當中陸地面積為87.50平方千米，而水域面積為0.10平方千米。當地共有人口3732人，而人口密度為每平方千米42.6人。